# 六龜里
六龜里（大武壠語：Lakuri；臺灣客家語南四縣腔：liugˋ guiˊ liˊ）又稱六戈里，位於高雄市六龜區西邊，為六龜區公所所在地。18 世紀大武壠族人因受漢人及西拉雅族進逼，自臺南玉井芒仔芒社輾轉越過烏山遷徙至此，最晚於 1761 年建立 Lakuri 社，後音譯為「六龜」。與枋寮、荖濃同屬於芒仔芒社系統之大武壠族部落。

## 地理位置
- 新發里
- 六龜里興龍里
- 義寶里

## 面積人口概況

### 2013年
- 固定值9.85平方公里，21鄰。

| 月  | 戶數 | 人口 | 人口密度 人/km2 | 人口變化 |
| --- | ---- | ---- | --------------- | -------- |
| 1月 | 494  | 1212 | 123.05          | +3       |
| 2月 | 495  | 1213 | 123.15          | +1       |
| 3月 | 495  | 1211 | 122.94          | -2       |
| 4月 | 498  | 1211 | 122.94          | 0        |
| 5月 | 497  | 1209 | 122.74          | -2       |

## 資料來源
1. ↑  洪麗完. . 臺灣史研究 (中央研究院臺灣史研究所). 2011, 18 (1): 41-102.
2. ↑  胡家瑜. 大武壠平埔的衣飾收藏與刺繡工藝. 高雄市立歷史博物館. 2014: 2–10. ISBN 978-986-04-1415-8.
3. ↑  . 六龜區公所. 2013-10-24  [2018-06-12]. （原始内容存档于2018-06-12）.

## 外部連結
- 六龜區公所全球資訊網
- 六龜區戶政事務所